# هارد (اتریش)
شهر هارد (به آلمانی: Hard, Austria) در استان فورآرلبرگ با جمعیت ۱۲٬۰۵۱ نفر در کشور اتریش واقع شده‌است.